# Archie Robertson (Leichtathlet)

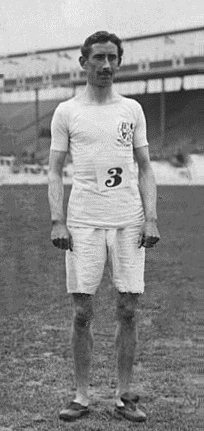
Archie Robertson, 1908

Archie Robertson (eigentlich Arthur James Robertson; * 19. April 1879 in Harthill, South Yorkshire; † 18. April 1957 in Peterborough) war ein britischer Langstreckenläufer.
1908 siegte er bei der englischen Meisterschaft im Crosslauf und beim Cross der Nationen. Bei den Olympischen Spielen in London gewann er im Hindernislauf über 3200 Meter die Silbermedaille und wurde Fünfter im 5-Meilen-Lauf. Im 3-Meilen-Mannschaftslauf erreichte er als Zweiter das Ziel und holte mit Joe Deakin und William Coales, die den ersten bzw. dritten Platz belegten, die Goldmedaille für das Team des Vereinigten Königreichs Großbritannien und Irland.
Archie Robertson startete für die Birchfield Harriers. Vor und nach seiner Leichtathletikkarriere war er, wie sein Bruder David, als Radrennfahrer aktiv.